# Былые годы
«Былые годы» — электронный научный журнал открытого доступа, публикующий преимущественно статьи по истории России 1613—1917 гг.

## История
Журнал был создан в 2006 году как издание кафедры отечественной истории Сочинского государственного университета туризма и курортного дела (ныне Сочинский государственный университет). В 2006—2009 гг. являлся специализированным изданием по краеведению г. Сочи и Северного Кавказа, в 2010—2014 гг. в нем публиковались статьи по российской истории, а с 2015 гг. заявленной на сайте миссией журнала становится публикация оригинальных статей, рецензий и обзоров по истории России и Европы в период царствования Императорского Дома Романовых, в 1613—1917 гг..
Журнал индексируется в Web of Science и Scopus. С 2018 входит в первый квартиль Scopus. 25 наиболее цитируемых статьей журнала, имеющих более 10 цитирований в базе данных Scopus, посвящены истории педагогики (10 статей), истории Кавказа (7 статей) и другим проблемам истории Российской империи и ее отдельных регионов (8 статей).
В настоящее время журнал издается Cherkas Global University (Вашингтон, США) и Academic Publishing House Researcher s.r.o. (Братислава, Словакия). Рецензирование осуществляют члены Восточно-европейского исторического общества. Периодичность издания — 4 раза в год.

## Редакция

### Главные редакторы
- д. и. н. А. А. Черкасов (2006—2020)
- д. и. н. И. Л. Жеребцов (2020—2022)
- д. и. н. С. И. Дегтярёв (с 2022)

### Редакционный совет
- А. Гейфман (Израиль)
- Д. Даровец (Италия)
- П. Джозефсон (США)
- Е. Ф. Кринко (Российская Федерация)
- Р. Марвик (Австралия)
- Р. В. Метревели (Грузия)
- Б. Н. Миронов (Российская Федерация)
- Д. Санборн (США)
- У. Сандерлэнд (США)
- Ф. Б. Шенк (Швейцария)
- С. Г. Суляк (Российская Федерация)
- Г. Чжан (Китай)
- М. Шмигель (Словакия)

## Значение журнала
Как отмечал доктор исторических наук, профессор, заведующий кафедрой истории славянских и балканских стран Санкт-Петербургского государственного университета А. И. Филюшкин, «Былые годы» были в числе первых 10 российских исторических журналов, вошедших в международные базы данных Web of Science и Scopus (включение российских исторических журналов в эти базы данных в целом было крайне значимо для усиления позиций российской науки на международном уровне). А. И. Филюшкиным также отмечалось, что в 2017 г. «Былые годы» даже заняли наивысшее положение в Scopus CiteScore rank в категории History из всех российских журналов.

## Спецвыпуски журнала

### Спецвыпуск о Б. Н. Миронове
В 2016 г. вышел спецвыпуск журнала «Былые годы», посвященный известному российскому историку Б. Н. Миронову. Доктор исторических наук, профессор, декан Самарского национального исследовательского университета Ю. Н. Смирнов отметил, что именно в рамках этого спецвыпуска Б. Н. Миронов «максимально лаконично обозначил свою точку зрения на роль стихийного и организованного начала в природе российской Революции» следующим образом: «Революцию совершил народ, но организовала и подвигла его на это интеллигенция и сплоченная и законспирированная оппозиция».

### Черкесские невольничьи повествования
В 2020 г. А. А. Черкасовым был подготовлен специальный выпуск журнала «Былые годы» «Черкесские невольничьи повествования». А. А. Черкасов позиционировал его как первую попытку взглянуть на жизнь в Черкесии глазами пленников и рабов. Данный спецвыпуск представляет собой подборку 1 200 документов из 15 фондов Государственного архива Краснодарского края, непосредственно связанных с рабовладением на территории Черкесии (в том числе 180 опросов беглых рабов).
Собранные документы разносторонне иллюстрируют черкесское рабство XIX в. и демонстрируют эмоциональные переживания людей, связанные с рабством.
«Выбежал с Закубани лиманом по льду верховою лошадью один черкесин и с черкесанкою близ Широчанского кордона к сему берегу, которого хорунжий Паливода не допущая вдаль, встретил с командой и по неимению толмача устрашивал его, ежели не воротится обратно в свое место и подал знак тот, что на том месте убит будет, черкес под таковым же знаком решился быть убитому, а нежели воротится обратно на свою сторону».
«Абатир Уссе объявляя о себе, что он есть закубанского владельца Ханука двоюродный брат и просит об отдачи ему обратно уворованной сказанным Ахметом дочери его Пеке, обещаясь за нее отдать взятых отсель закубанскими хищниками сего войска 3-х мальчиков пленных и часть рогатого скота и лошадей, если бы только отдать повелено было на Чернолесском менном дворе, сказывая при сем, что если ему Уссе дочери отдано не будет отсель, тогда он с владения своего имеющего 800 дворов и других околичных ему, собравши военных черкес учинит нападение в сей части на пределы сего войска и стараться будет сколько можно отмстить грабительством и разорением сего войска жителей».
В настоящее время исследования, основанные на фактическом материале «Черкесских невольничьих повествований», выходят как на страницах «Былых годов», так и в других научных журналах.